# 第3届美国国会
第三届美国国会是美国国会第三次召开，由美国参议院与美国众议院组成。此届国会在费城的国会厅集会，任期由1793年3月4日至1795年3月4日，也是乔治·华盛顿第二个任期的前两年。
众议院的席次分布基于《1792年分布法》以及美国1790年人口普查的结果。参议院的多数参议员支持华盛顿总统的政府，而众议院的多数议员反对该政府。

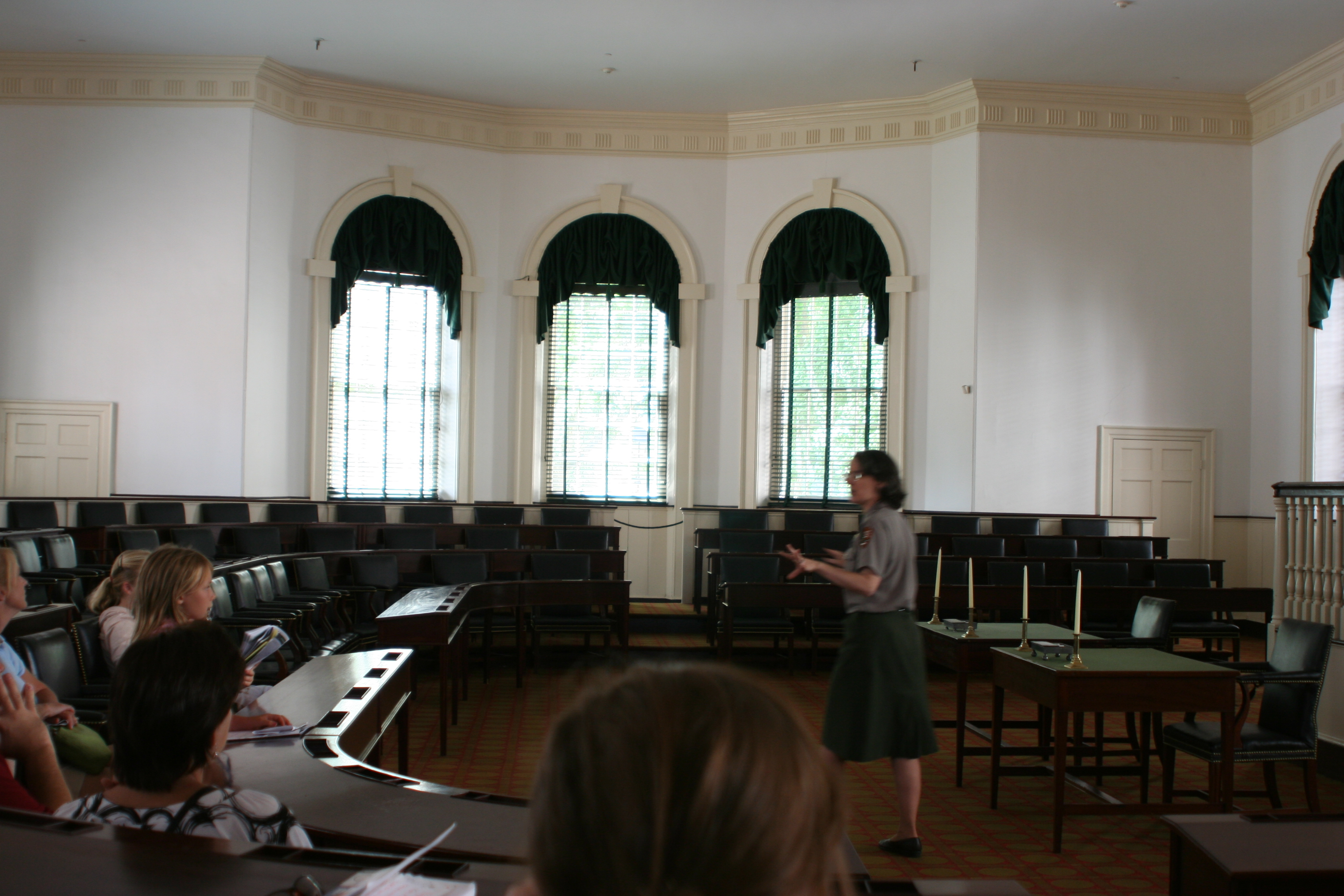
国会厅的众议院

## 重大事件
- 1793年4月22日：乔治·华盛顿签署《中立宣言》。
- 1794年2月11日：为了避免被视为星室法庭，参议院召开首次公开会议，议决“开参议院大门”[1][2]
- 1794年3月14日：伊莱·惠特尼获得了轧花机的专利。
- 1794年3月27日：联邦政府批准美国海军的原六艘巡防舰的建设。
- 1794年8月7日：威士忌暴乱开始：宾夕法尼亚州农民反抗联邦政府对蒸馏酒征收税。
- 1794年8月20日：伐木之战：美国将军安东尼·韦恩指挥的队伍战胜了印第安人联盟。

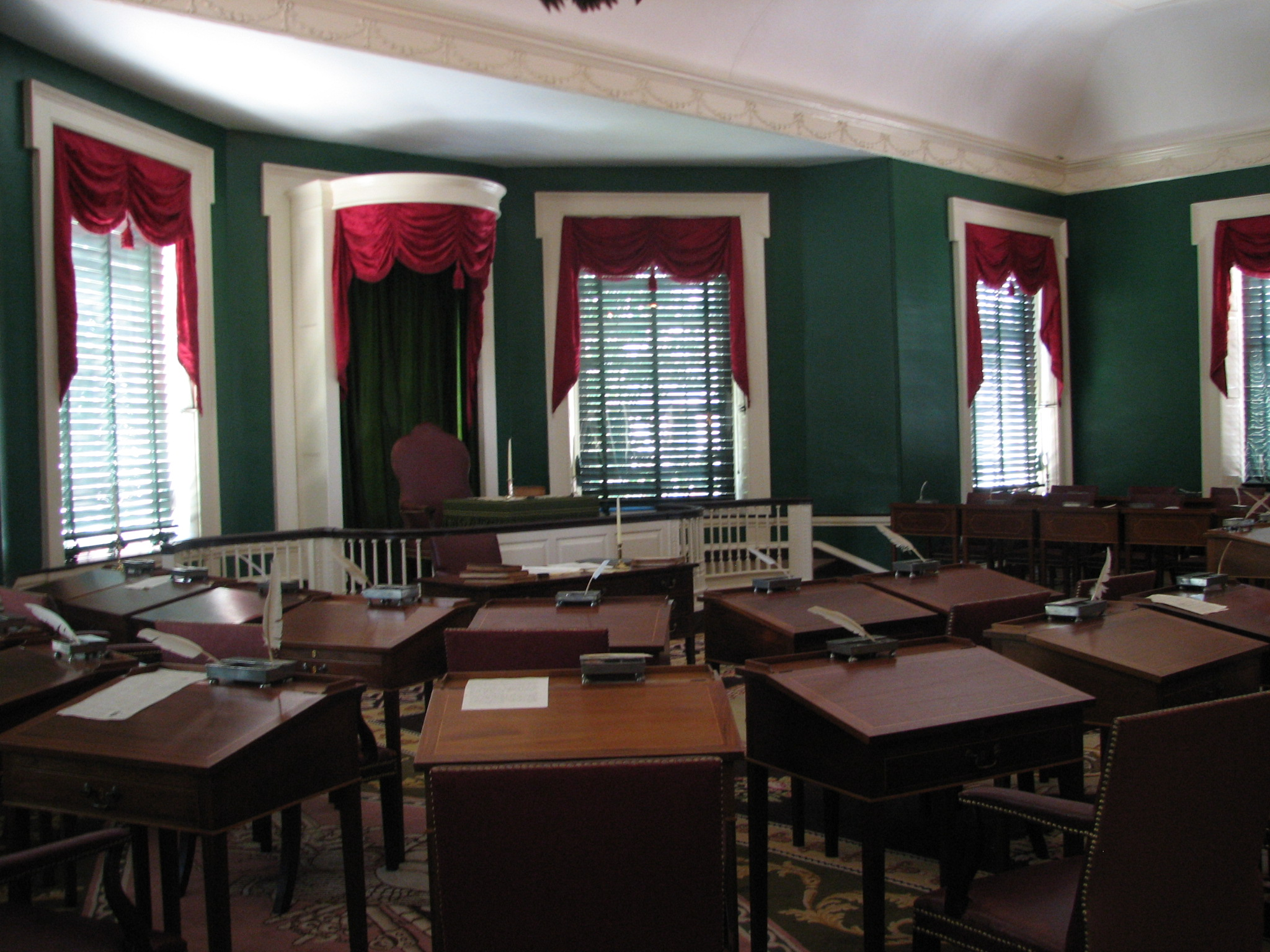
国会厅的参议院

## 重大立法
- 1794年3月22日：《1794年奴隶贸易法》
- 1794年3月27日：《1794年海军法》
- 1795年1月29日：《1795年归化法》

## 宪法修正案
- 1794年3月4日：国会审议提出美国宪法第十一修正案。
- 1795年2月7日：州的四分之三多数批准了美国宪法第十一修正案，明确适用于外国公民的司法权，限制公民在联邦法院以及在联邦法律下起诉州的权利。

## 条约
- 1794年11月19日：美国与大不列颠王国签署《杰伊条约》（Jay Treaty)，试图清理美国独立战争的一些遗留问题。

## 领导人员

### 参议院
- 参议院议长：约翰·亚当斯（P）
- 参议院临时议长：约翰·兰登（P），至1793年12月2日
  - 拉尔夫·伊扎德（P），1794年5月31日至1794年11月9日
  - 亨利·塔兹韦尔（P），1795年2月20日起

### 众议院
- 众议院议长：弗雷德里克·米伦伯格（A）